# Albert Brooks
Albert Lawrence Brooks (Beverly Hills, 22 juli 1947) is een Amerikaanse acteur, schrijver, komiek en filmregisseur.

## Biografie

### Vroege leven
Brooks werd geboren als Albert Lawrence Einstein, zoon van Thelma Leeds (geboren als Thelma Goodman), Amerikaanse zangeres en actrice, en Harry Parke (geboren als Harry Einstein), Amerikaanse radiokomiek en ook wel bekend als Harry Parkyarkarkus. Zijn broers zijn de komische acteur Bob Einstein, beter bekend onder zijn artiestennaam Super Dave Osborne en Cliff Einstein. Brooks is Joods en volgde onderwijs aan de Beverly Hills High School onder andere met Richard Dreyfuss en Rob Reiner.

### Vroege carrière
Brooks studeerde aan de Carnegie Tech in Pittsburgh, maar stopte met zijn studie na één jaar, om zich toe te leggen op een carrière als komiek. Hij veranderde zijn achternaam van Einstein (om verwarring met de bekende Albert Einstein te voorkomen) en begon een stand-upcomedycarrière, dat hem een regelmatige gast maakte in, onder andere, talkshow in de late jaren zestig en begin jaren zeventig. Hij leidde een nieuwe Amerikaanse generatie van zelfreflecterende babyboomer komieken op het NBC netwerks Tonight Show met Johnny Carson. Zijn podiumpersonage, een verwaande, narcistische, nerveuze komiek, beïnvloedde andere jaren zeventig komieken, zoals Steve Martin, Martin Mull en Andy Kaufman.
Na twee succesvolle comediealbums, Comedy Mius One (1974) en de voor een Grammy Award genomineerde A Star is Bought (1975), verliet Brooks het stand-up circuit en probeerde het als filmmaker; zijn eerste film, The Famous Comedians School, was een korte satirische film en was een vroeg voorbeeld van een mockumentary.
In 1975, regisseerde hij zes korte films voor het eerste seizoen van het NBC's Saturday Night Live:
- 11/10/75 h:George Carlin - onwaarschijnlijke nieuwsberichten
- 18/10/75 h:Paul Simon - mislukte verborgen camera stunts
- 25/10/75 h:Rob Reiner - hartchirurgie
- 8/11/75 h:Candice Bergen - aankomend seizoen
- 13/12/75 h:Richard Pryor / Gil Scott-Heron - ziek
- 9/1/76 h:Elliot Gould / Anne Murray - publiektest screening

In 1976, verscheen hij voor het eerst in een filmrol, in Martin Scorseses Taxi Driver, waarin Scorsese Brooks veel van zijn dialoog liet improviseren. In een interview vertelde hij over een gesprek dat hij had met Taxi Driver scriptschrijver Paul Schrader, waarin Schrader zei dat Brooks personage de enige was in de film, die hij niet "begreep" - een opmerking die Brooks grappig vond, omdat de films antiheld een psychotische eenling was.
Brooks regisseerde zijn eerste avondvullende film, Real Life in 1979. Hij deed ook een cameo in de film Private Benjamin (1980), met Goldie Hawn.

### Jaren 80 en 90
Gedurende de jaren tachtig en negentig, schreef hij (samen met Monica Johnson), regisseerde hij en trad hij op in een serie van goed ontvangen komedies, waarin hij varianten speelde op zijn neurotische en zelfgeobsedeerde personage. Zoals de film Modern Romance (1981), waarin hij een filmeditor speelt die wanhopig zijn ex-vriendin (Kathryn Harrold) probeert terug te winnen. De film werd geen echte hit, maar werd goed ontvangen door filmcritici. Zijn best ontvangen film, Lost in America (1985), waarin hij een stel speelt met Julie Hagerty, die hun yuppielevensstijl en de samenleving verlaten, om te gaan wonen in een camper, zoals ze altijd al hebben gedroomd. Uiteindelijk vinden ze komische teleurstelling.
Brooks' Defending Your Life (1991) plaatst zijn hoofdpersonage in het Leven na de dood, die terechtstaat om zijn menselijke angsten te rechtvaardigen en daarmee zijn lot te bepalen. Zijn latere pogingen vonden geen groot publiek, maar behielden wel zijn "touch" als filmmaker. Hij ontving positieve recensies voor Mother (1996), met Brooks als schrijver van middelbare leeftijd, die terug naar huis gaat om de spanningen tussen hem en zijn moeder (Debbie Reynolds) op te lossen. In The Muse (1999) speelt Brooks een scriptschrijver, die de diensten gebruikt van een authentieke muze (Sharon Stone) ter inspiratie.
Brooks acteerde ook in films van andere regisseurs gedurende de jaren tachtig en negentig. Hij speelde in een van de verhalen in Twilight Zone: The Movie, als nietsvermoedende chauffeur, die een verdachte lifter (Dan Aykroyd) meeneemt. In James L. Brooks' hit Broadcast News (1987), werd hij genomineerd voor de Academy Award voor Beste Mannelijke Bijrol als onzekere, uiterst ethische verslaggever die de retorische vraag stelt: "Wouldn't this be a great world if insecurity and desperation made us more attractive?" ("Zou dit geen geweldige wereld zijn als onzekerheid en wanhoop ons aantrekkelijker maakte?"). Hij kreeg ook positieve kritiek voor zijn rol in Out of Sight (1998), waarin hij een onbetrouwbare bankier en ex-gevangene speelt.

### 21e eeuw
Brooks ontving positieve kritieken voor zijn rol als stervende winkeleigenaar, die bevriend raakt met een gedesillusioneerde tiener (Leelee Sobieski) in My First Mister (2001). Hij verscheen vijf keer als gaststem bij De Simpsons (altijd onder de naam A. Brooks) en wordt omschreven als de beste gastster uit de geschiedenis van de show door IGN, in het bijzonder voor zijn rol als superschurk Hank Scorpio in de aflevering "You Only Move Twice". Brooks deed ook de stem van "Marlin" in de Engelse versie van de animatiefilm Finding Nemo van Disney en Pixar (2003).
Zijn film Looking for Comedy in the Muslim World (2005) was controversieel vanwege zijn titel. Sony Pictures liet de film uiteindelijk vallen vanwege hun wens om de titel te veranderen. Daaropvolgend, kocht Warner Independent Pictures de film en bracht hem uit januari 2006; de film ontving gemengde kritieken en een lage opbrengst. De film gaat terug naar de dagen van Brooks film Real Life, waarin hij weer zichzelf speelt en als filmmaker, die door de Amerikaanse regering eropuit wordt gestuurd om te weten te komen wat moslims laat lachen, en hem daartoe op een reis door India en Pakistan stuurt.
In 2007 doet hij de stem van Russ Cargill in The Simpsons Movie.

### Persoonlijk leven
Van Brooks wordt gezegd dat hij een relatie heeft gehad met zangeres Linda Ronstadt en actrices Carrie Fisher, Julie Hagerty en Kathryn Harrold. Hij trouwde met Kimberly Shlain, een artieste. Ze hebben twee kinderen.
Brooks woont in Los Angeles.

## Filmografie
| Jaar      | Titel                                  | Rol                      | Opmerkingen                                        |
| --------- | -------------------------------------- | ------------------------ | -------------------------------------------------- |
| 1975-1976 | Saturday Night Live                    | n/a                      | schrijver, regisseur van verschillende korte films |
| 1976      | Taxi Driver                            | Tom                      |                                                    |
| 1979      | Real Life                              | Zichzelf                 | schrijver, regisseur                               |
| 1981      | Modern Romance                         | Robert Cole              | schrijver, regisseur                               |
| 1983      | Twilight Zone: The Movie               | Autobestuurder (Proloog) |                                                    |
| 1984      | Unfaithfully Yours                     | Norman Robbins           |                                                    |
| 1985      | Lost In America                        | David Howard             | schrijver, regisseur                               |
| 1987      | Broadcast News                         | Aaron Altman             |                                                    |
| 1991      | Defending Your Life                    | Daniel Miller            | schrijver, regisseur                               |
| 1994      | I'll Do Anything                       | Burke Adler              |                                                    |
| 1994      | The Scout                              | Al Percolo               | also writer                                        |
| 1996      | Mother                                 | John Henderson           | schrijver, regisseur                               |
| 1997      | Critical Care                          | Dr. Butz                 |                                                    |
| 1998      | Out of Sight                           | Richard Ripley           |                                                    |
| 1998      | Dr. Dolittle                           | Tiger                    | alleen stem                                        |
| 1999      | The Muse                               | Steven Phillips          | schrijver, regisseur                               |
| 2001      | My First Mister                        | Randall 'R' Harris       |                                                    |
| 2003      | The In-Laws                            | Jerry Peyser             |                                                    |
| 2003      | Finding Nemo                           | Marlin                   | alleen stem                                        |
| 2006      | Looking for Comedy in the Muslim World | Zichzelf                 | schrijver, regisseur                               |
| 2007      | The Simpsons Movie                     | Russ Cargill             | alleen stem; gecredited als A. Brooks.             |
| 2011      | Drive                                  | Bernie Rose              |                                                    |
| 2012      | This Is 40                             | Larry                    |                                                    |
| 2014      | A Most Violent Year                    | Andrew Walsh             |                                                    |
| 2015      | The Little Prince                      | The Businessman          | stem                                               |
| 2015      | Concussion                             | Dr. Cyril Wecht          |                                                    |
| 2016      | Finding Dory                           | Marlin                   | stem                                               |